# AAD
AAD, от англ. Automatic Activation Device — устройство автоматического раскрытия запасного парашюта (далее прибор).
Все современные приборы — электронные и используют пиропатрон, перерезающий петлю, удерживающую клапан запасного парашюта.
Первые приборы для автоматического раскрытия парашюта появились ещё до второй мировой войны, и были механическими. Многие механические приборы используются до сегодняшнего дня, например ППК-У, однако с появлением электронных приборов они остались в основном на десантных системах, например Д-1-5.
В России использование прибора обязательно. Установка прибора допускается только сертифицированным риггером, так как связана с операциями с запасным парашютом.

## Принцип работы электронных AAD

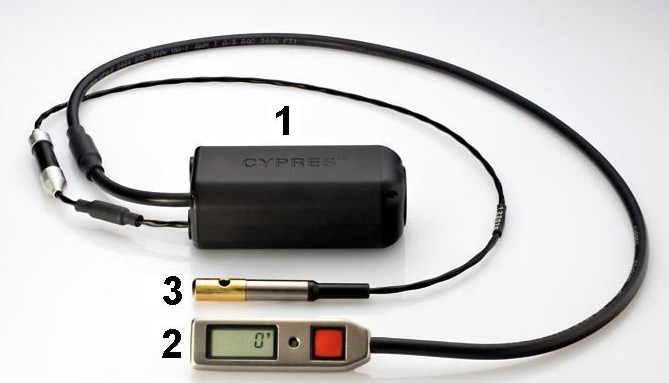
Внешний вид прибора Cypres-2 «Эксперт». Цифрами обозначены: 1 — процессорный блок, 2 — контрольная панель, 3 — пиропатрон

Все электронные приборы имеют схожую логику, обусловленную условиями эксплуатации.
Прибор включается на земле в начале дня (обычно для включения и выключения используется 4 нажатия подряд). При включении прибор проводит тестирование всех компонентов и несколько раз измеряет текущее атмосферное давление, которое принимает за высоту 0 метров.
Однако в течение дня атмосферное давление может меняться. Изменение давления с 760 до 750 мм ртутного столба соответствует изменению высоты «земли» на 90 метров. Прибор два раза в минуту считывает текущее давление и вносит поправки на давление.
В самолёте прибор начинает отсчёт высоты, и по достижении минимально безопасной высоты (как правило около 500 метров), встает в боевой режим.
Во время прыжка с парашютом прибор непрерывно измеряет давление (высоту) и скорость падения. В случае, если парашютист находится ниже критической высоты (около 225 метров) и имеет скорость выше 35 м/с, прибор с помощью пиропатрона перерубает зачековочную петлю запасного парашюта. Освободившаяся «медуза» запасного парашюта отбрасывается пружиной и вытягивает запасной парашют. На терминальной скорости запасной парашют раскрывается около 100—150 метров.
Ниже 40 метров прибор деактивируется, так как на этой высоте ввод запасного парашюта уже не имеет смысла.

## Конструкция электронных AAD
Электронные приборы состоят из трёх основных частей: контрольная панель, процессорный блок, пиропатрон.
Контрольная панель состоит из пластикового корпуса, цифровой панели, светодиода и кнопки включения (у Cypres цвет кнопки означает модель). Служит для следующих функций:
- включение и выключение

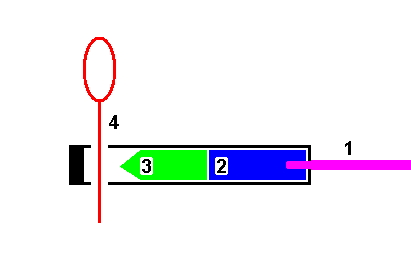
Схема устройства пиропатрона: 1. Кабель, 2. Пиропатрон, 3. Резак, 4. Зачековочная петля запасного парашюта

- увеличение и уменьшение высоты коррекции (для случаев когда площадка взлёта и площадка приземления находятся на разной высоте)
- вывод серийного номера
- вывод даты следующего техобслуживания у Cypres
- переключение между режимами у Vigil

Процессорный блок представляет собой батарею, MEMS датчики давления и вычислительное устройство в пластиковом корпусе, защищённом от электромагнитных помех. Корпус также выдерживает попадание в воду.
Пиропатрон состоит из корпуса из нержавеющей стали с отверстием (через которое пропускается чекующая петля запасного парашюта) и резака. При срабатывании резак разрубает петлю (и расплавляет её), вследствие чего высвобождается запасной парашют.

## Электронные AAD

### Cypres
Компания Airtec GmbH (Германия). Cypres 1991 год, Cypres II 2004 год.
Прибор Cypres (Cybernetic Parachute Release System) был первым среди современных электронных приборов. Все современные приборы, в том числе и Cypres II, копируют форм-фактор первого Cypres-а.
Выпускается в нескольких вариантах:
- Expert Cypres (красная кнопка) — стандартный вариант
- Student Cypres (жёлтая кнопка) — для студенческих систем. Имеет скорость срабатывания 13 м/с, для спасения при частичном отказе основного парашюта
- Tandem Cypres (голубая кнопка) — для тандемных систем. Имеет высоту срабатывания 600 метров.
- Speed Cypres — для пилотов скоростных парашютов и свупа

В данный момент выпускается вторая версия прибора, Cypres II. 

### Vigil

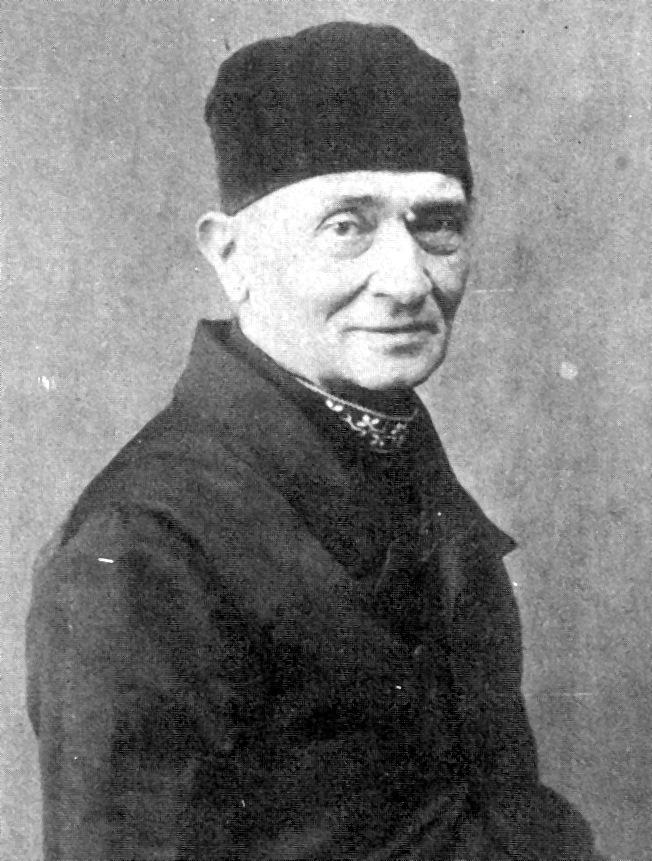
Внешний вид прибора Vigil

Компания Advanced Aerospace Designs (Бельгия). Vigil 2004 год, Vigil II 2007 год.
В отличие от Cypres, прибор Vigil выпускается в универсальном варианте. Его можно переключить между «студенческим», «про» и «тандем» режимами нажатием клавиши.
Vigil не требует отправки прибора на регламентное обслуживание каждые 4 года.

Vigil 2 имел изменённую форму корпуса и блока управления. Vigil 2+ отличался способом крепления пиропатрона и блока управления. В данный момент выпускается четвёртая версия прибора, Vigil Cuatro.

### Argus
Компания Aviacom (Бельгия) производила прибор Argus с 2006 по 2011 годы и вышла из бизнеса после того как её продукция была почти повсеместна запрещена после гибели спортсменки в Польше.

### Прочие
- FXS Astra
- MARS
- M2

## Механические AAD

Внешний вид прибора ППК-У 165А

Механические приборы не используют пиропатрон, а выдёргивают шпильку запасного парашюта. Если основной парашют открылся и работает нормально, механический прибор на запаске отключается автоматически или вручную.
- ППК-У
- АД-3УД

## Безопасность и спасение жизни
В теории, использование прибора может иметь и свои минусы. Например, ввод запасного парашюта прибором во время раскрытия основного парашюта может привести к двойному отказу. Однако плюсы от использования прибора несомненны. Официальный список спасённых прибором Cypres с 1991 года превышает 2000 человек.
При использовании прибора следует обратить особое внимание на:
- переезд с одного аэродрома на другой со включённым прибором
- герметизация и наддув салона самолёта во время взлёта
- точки взлёта и посадки значительно отличаются по высоте
- при полёте в вингсьюте прибор может не сработать из-за слишком низкой вертикальной скорости полёта
- на современных скоростных парашютах теоретически возможно превысить скорость снижения 35 м/с во время интенсивного разворота, что может привести к срабатыванию прибора

Всё это является особенностями работы приборов, и указано в инструкциях по эксплуатации.

## Критика электронных приборов
Электронные приборы также имеют недостатки:
- регулярное платное обслуживание/поверку/замену батарей (Cypres), стоимость которого за время эксплуатации соизмерима со стоимостью прибора,
- ложные срабатывания при выполнении разгонного манёвра под наполненным рабочим куполом (сделана попытка исправить недостаток выпуском версий Swoop у Cypres или переключением режима у Vigil),
- ложные срабатывания на ЛА с герметичным салоном,
- ложные срабатывания при резком снижении ЛА на высотах около 300 метров,
- из-за низкого качества изготовления пиропатрона имелся случай недореза и защемления петли запасного парашюта пиропатроном на верхнем клапане ранца, приведшее к невыходу запасного парашюта даже после ручного выдёргивания кольца и гибели спортсменки (Польша, прибор Argus).

Кроме того, при выполнении низкой отцепки с задержкой для стабилизации необходимая для сработки прибора вертикальная скорость иногда не успевает быть достигнутой, что приводит к ненаполнению запасного парашюта и гибели парашютиста (анализ парашютных происшествий).